# 上龙岭古墓区
上龙岭古墓区，位于中国广东省湛江市遂溪县界炮镇西边山村上龙岭，为遂溪县的一个县级文物保护单位，类型为古墓葬，公布时间为1985年12月27日。
上龙岭古墓区的历史年代为东汉。